# Miloš Brunner
Miloš Brunner (21. června 1932 – prosinec 2012 Klatovy) byl český a československý politik Československé strany socialistické a poúnorový poslanec Národního shromáždění ČSSR a Sněmovny lidu Federálního shromáždění.

## Biografie
Ve volbách roku 1964 byl zvolen za ČSS do Národního shromáždění ČSSR za Západočeský kraj. V Národním shromáždění zasedal až do konce volebního období parlamentu v roce 1968.
K roku 1968 se profesně uvádí jako zootechnik z obvodu Klatovy.
Po federalizaci Československa usedl roku 1969 do Sněmovny lidu Federálního shromáždění (volební obvod Klatovy), kde setrval do konce volebního období, tedy do voleb v roce 1971.
Po roce 1989 se angažoval i v komunální politice. Neúspěšně kandidoval v letech 1994 a 2002 do zastupitelstva Klatov (nejprve za Liberální stranu národně sociální, v roce 2002 za Českou stranu národně sociální).